# Ute (langue)
 (septembre 2017).
Si vous disposez d'ouvrages ou d'articles de référence ou si vous connaissez des sites web de qualité traitant du thème abordé ici, merci de compléter l'article en donnant les références utiles à sa vérifiabilité et en les liant à la section « Notes et références ».
Pour les articles homonymes, voir Ute.
L'ute ou païute du sud est une gamme dialectale de la branche des langues numiques, de la famille des langues uto-aztèques, qui s'étend du Sud-Est de la Californie au Colorado. Les différents dialectes sont le chemehuevi (qui est en danger d'extinction), le païute du Sud (sous-dialectes : Moapa, Cedar City, Kaibab, et San Juan), et l'ute (sous-dialectes : Central Utah, Nord, White Mesa, Sud). 
Le dialecte païute du sud a joué un rôle important en linguistique en étant le point principal d'un célèbre article du linguiste Edward Sapir et de son associé Tony Tillohash sur la nature des phonèmes.

## Écriture
| ’ | a | ch | g | gh | h | i | k | kh | m | n | o | ɵ | p | q | qh | r | s | t | u | ʉ | v | w | y |

## Morphologie
L'ute est une langue agglutinante, où chaque mot peut recevoir plusieurs suffixes avec plusieurs morphèmes sont collés ensemble.

## Phonologie

### Consonnes
|                  | labiale | dentale | palatale | vélaire | uvulaire | glottale |
| ---------------- | ------- | ------- | -------- | ------- | -------- | -------- |
| occlusive        | p       | t       | tʃ       | k       | q        | ʔ        |
| affriquée sourde |         | s       |          | x       | χ        |          |
| battue           |         | ɾ       |          |         |          |          |
| affriquée voisée | β       |         |          | ɣ       | ʁ        |          |
| nasale           | m       | n       |          |         |          |          |
| spirante         | w       |         | j        |         |          |          |

### Voyelles
|         | antérieure | antérieure arrondie | centrale | postérieure non-arrondie | postérieure |
| ------- | ---------- | ------------------- | -------- | ------------------------ | ----------- |
| fermée  | i          |                     |          | ɯ                        | u           |
| moyenne |            | ø                   |          |                          | o           |
|         | ɛ          |                     |          |                          |             |
| ouverte |            |                     | ɑ        |                          |             |

Les voyelles peuvent être courtes ou longues.  Les voyelles courtes et qui ne reçoivent pas d'accent tonique peuvent être dévoisées.
Il est fréquent de voir dans les textes:
- /c/,pour transcrire le phonème /ts͡/.
- /š/,pour transcrire le phonème /ʃ/.
- / ' /,pour transcrire le phonème /ʔ/.
- /ï/ o /i/,pour transcrire le phonème /ə/.

## Dialectes
Les trois principaux groupes de l'Ute sont : Chemehuevi, Païute du Sud,et Ute, bien qu'il n'y ait pas un fort isoglosse.  La triple division est principalement une division de culture plutôt que seulement linguistique. Il y a, cependant, trois distinctions phonologiques majeures parmi les dialectes : 
- Dans le Païute du Sud et l'Ute, le /h/ initial a été perdu: Chemehuevi /hipi/ 'boire', autre dialectes /ipi/ 'boire'.
- En Ute, les occlusives nasale groupées sont devenues des occlusives géminées sourdes: Ute /pukku/ 'cheval, animal(compagnie)', autre dialectes /puŋku/.
- En Ute, la voyelle mi-fermée postérieure arrondie /o/ est devenue antérieure /ö/: Ute /söö-/ 'poumons', autre dialectes /soo-/.

Il n'y a pas un fort isoglosse entre le Païute du Sud et l'Ute mais il y a un fort changement sur certain points ,vu qu'un dérive du Païute Kaibab du Sud (0 % d'occlusives nasales groupées ont changé) à l'Ute du Sud (100 % des occlusives nasales groupées ont changé).

## Exemples
Voici une liste de vocabulaire Chemehuevi, qui montre son rapprochement avec les autres langues numiques (shoshone):
nïmïn : « une personne »
pah  (ou paah), « eau »
tïvah, « pigne »
tïmpa, « bouche »
tïhiya (variante: tïhïï), « cerf »